# 無限償還
《無罪償還》（無罪モラトリアム，Muzai Moratorium／Innocence Moratorium）是日本音樂家椎名林檎的第一張專輯，由東芝EMI／East World於1999年2月24日發行，簡稱M.M。在跨業合作部分，歌曲‘幸福論（悅樂篇）’、‘歌舞伎町的女王’、‘雖然夕陽照耀歸途’及‘警告’更先後成為日本三得利公司雞尾酒廣告的主題曲。而歌曲「在這裡接吻」則是日本NTV深夜劇‘Shin-D’的主題曲及NTV節目‘DOWN TOWN DX’的片尾曲。初回生產限定盤為「特殊封面仕樣」。
在專輯銷售成績方面，本張專輯在日本Oricon銷售榜上最高位居單週第2名，名列1999年年度銷售榜第25位及2000年年度銷售榜第42位。在銷售認證上，專輯《無限償還》銷售突破120萬張，在2000年5月通過日本唱片協會認定為三白金唱片。

## 專輯概要
《無罪償還》是椎名林檎首張專輯，收錄了先前發行的單曲《幸福論》、《歌舞伎町的女王》及《在這裡接吻》中的A面歌曲，而B面歌曲則沒有收錄至本張專輯中。同樣的她寫給廣末涼子的歌曲「Summer Sunset」和友阪理惠的歌曲「卡布奇諾」與「機器少女」也沒有收錄在這張專輯中。另外，收錄在第三張專輯《加爾基 精液 栗子花》中的歌曲「葬列」原本要被收錄在本張專輯，但椎名林檎覺得歌曲並不符合這整張專輯的風格。她便拿去問負責專輯編曲的龜田誠治，龜田誠治告訴椎名林檎：「如果不確定的話，那等到時機成熟再發表也不遲阿。」因此，就沒有將「葬列」收錄至本張專輯。日後，唱片公司將本張專輯收錄至2008年11月25日發行的套裝專輯《MoRA》中，藉以慶祝椎名林檎出道十週年。
椎名林檎表示專輯《無罪償還》為青少年時期創作的集大成，所以她很快地就決定要把這哪些曲目收入專輯中。但專輯收錄時間僅只有41分1秒，讓她直呼不夠，但她仍扎實地利用這些時間。至於專輯名稱由來，她則表示：「當歌曲開始錄製時，她只希望要以Moratorium為題。」後來，椎名林檎認為每個人都是認真地生活在社會上，因此並沒有「無法融入社會」這樣的說法，因為他們是無辜的、無罪的。但是這樣的標題一點意義也沒有，讓椎名林檎不太想用無限償還作為專輯名稱。至於在專輯封面裡，椎名林檎和背景內的物品完全沒有關係，這樣的技巧首次出現在單曲《在這裡接吻》中，她認為這就像在緊張的法庭中間聆聽判決結果，到底是無罪或是勝訴那樣的有趣。
在音樂性部分，椎名林檎找來數個樂團來幫忙彈奏歌曲，她表示自己是從樂團中發跡的，因此更能了解樂團對於歌曲的重要性。而自稱為「新宿系」的主因就是希望詞曲能夠完美的結合在一起，因此她希望用不同的樂團彈奏歌曲，用以貼近歌曲的本質。在歌詞的部分，椎名林檎以自己16歲到18歲的親身經歷，期待能透過音樂創造出普遍的東西。而專輯中的歌曲「積木遊戲」與「嗎啡」，隱約可見椎名林檎受到竹久夢二的大正文學以及太宰治、坂口安吾的昭和文學影響。
在專輯發售時程上，本張專輯於1999年2月24日於日本發行，台灣則等到04月16日才發行台壓版及進口版專輯。而在專輯銷售成績方面，專輯在發行當週以22.7萬張的銷售量在日本Oricon銷售榜上位居第2名，總計在Oriocn銷售榜上榜79週，累積銷售達143.3萬張，名列1999年年度銷售榜25位及2000年年度銷售榜第42位。同時，專輯銷售突破120萬張，在2000年5月通過日本唱片協會認定為三白金唱片。
首張專輯發行後，因為椎名林檎的身體出現微恙，因此休息了一段時間才開始準備下一張單曲《本能》。而椎名林檎首次全國巡迴演唱會《先攻高潮》在仙台的演出也被迫延期。在這一兩個月的休養期間，椎名林檎跑去學開車，並入手一部新車取名「希特勒」。

### 獲獎紀錄
日本金唱片大獎
- （2000）－ROCK ALBUM OF THE YEAR

### 跨業合作
- 「歌舞伎町的女王」

（三得利）‘The Cocktail Bar Mimosa -cracker-’的廣告主題曲
- 「在這裡接吻」

（日本電視台）電視劇‘Shin-D’的主題曲
（日本電視台）綜藝節目‘Downtown DX’的主題曲
- 「幸福論(悅樂編)」

（三得利）‘The Cocktail Bar Cassis & Orange-Shaker’的廣告主題曲
- 「雖然夕陽照耀歸途」

（三得利）‘The Cocktail Bar Cassis & Orange -squeeze the orange-’的廣告主題曲
- 「警告」

（三得利）‘The Cocktail Bar Sparkling (3 kinds) -sparkling campaign-’的廣告主題曲

### 先行發售單曲
- 幸福論（1998年5月27日，單曲）
(日本) Oricon單曲週銷售排行榜：#10[15]
(日本) RIAJ(單曲銷售)：金唱片[16]
- 歌舞伎町的女王（1998年9月9日，單曲）
(日本) Oricon單曲週銷售排行榜：#50[17]
(日本) RIAJ(數位下載)：金唱片[18]
- 在這裡接吻（1999年1月20日，單曲）
(日本) Oricon單曲週銷售排行榜：#10[19]
(日本) Oricon單曲1999年銷售排行榜：#83[7]
(日本) RIAJ(單曲銷售)：金唱片[20]
(日本) RIAJ(數位下載)：金唱片[21]

## 曲目
| 曲序     | 曲目             | 演奏     | 时长  |
| -------- | ---------------- | -------- | ----- |
| 1.       | 正確的大街       | 過人壓力 | 3:53  |
| 2.       | 歌舞伎町的女王   | 過人壓力 | 2:53  |
| 3.       | 丸之內虐待狂     | 大聲唱名 | 3:56  |
| 4.       | 幸福論（悅樂編） | 過人壓力 | 2:58  |
| 5.       | 雖然夕陽照耀歸途 | 桃色扳手 | 4:07  |
| 6.       | 席德與白日夢     | 過人壓力 | 4:03  |
| 7.       | 積木遊戲         | 桃色扳手 | 3:24  |
| 8.       | 在這裡接吻       | 過人壓力 | 4:20  |
| 9.       | 同一夜           | 桃色扳手 | 3:38  |
| 10.      | 警告             | 過人壓力 | 4:05  |
| 11.      | 嗎啡             | 桃色扳手 | 3:42  |
| 总时长： | 总时长：         | 总时长： | 41:01 |

### 曲目介紹
1. 正確的大街（日語：正しい街）
本首歌曲是椎名林檎18歲時的創作[22]。歌曲由來是椎名林檎把要去東京的事和自己必須跟他離別的心情的寫進這首歌，同時椎名林檎也決定「如果這首歌要收錄專輯的話一定要放在第一首[22]」。在這首歌的歌詞中，描繪出拋棄愛情中美好的部分，鮮明的刻劃當時的心境[22]。
歌詞內「百道濱」和「室見川」皆是福岡早良區的地名[23]。
2. 歌舞伎町的女王（日語：歌舞伎町の女王）
椎名林檎第二張單曲。歌曲取材自椎名林檎18歲時的親身經歷[22]。故事是源自於椎名林檎剛從福岡到東京澀谷唱片行打工時，回家的路途上經過突然有ＳＭ俱樂部的皮條客要拉她去當女王，因此椎名林檎有感而發的寫出此首歌曲，描述淪落到歌舞伎町賣身的女人，每晚都讓不同男人享有自己的肉體，但女王逞強地表示不需要同情，也不需要愛情[24]。
3. 丸之內虐待狂（日語：丸の内サディスティック）　
這首歌曲是椎名林檎旅居英國時所創作的樣本唱片。起初的版本為英文，後來應歌詞語感的關係改成了日文。歌詞內容以「愛上東京」為主題，但一部分歌詞被音譯詞取代，像是歌詞benji，原本是要填入淺井先生，但是淺井健一（日语：淺井健一）認為這樣做太指名道姓了，因此改為用他的小名作為歌詞[22]。而在椎名林檎甚至是東京事變的演唱會上，時常表演這首歌曲。
4. 幸福論（悅樂編）（日語：幸福論（悦楽編））
椎名林檎第一張單曲。歌曲的創作靈感是來自於在福岡男友，而歌詞中不但反應出椎名林檎對未來戀情的擔憂，也展現出她對愛情的忠貞。但和單曲版本不同，專輯版本採用擴音器演出。而至於單曲版本不收錄的原因可能是由於歌曲已經成為著名歌曲，但在椎名林檎出道十周年所發行的套裝合輯《MoRA》中，有將單曲版本收錄[注 1]。這首歌曲也時常在演唱會表演。
5. 雖然夕陽照耀歸途（日語：茜さす 帰路照らされど…）
這首歌曲在樣本唱片中是叫做「Headphone」。歌詞內容主要是描述椎名林檎16歲時在福岡生活的作息[22]。
6. 席德與白日夢（日語：シドと白昼夢）
歌詞內容主要是寫對於19歲來臨的不安[22]。收錄於專輯的版本是由龜田誠治編曲，和之後收錄於單曲《真夜中的純潔》由服部隆之編曲的版本不同，兩者的差異是前者是樂團版，後者是管弦樂版。
椎名林檎表示這首歌曲和「石膏」、「在這裡接吻」並列為「席德三部曲」[25]。歌曲「石膏」為正在熱戀中的曲目，而歌曲「在這裡接吻」則述說交往的男生腳踏兩條船的曲目[25]。前者為17歲的創作，後者則為16歲時的創作[25]。
7. 積木遊戲（日語：積木遊び）　
本首歌曲是椎名林檎在高中時期樂團所創造的歌曲，收錄專輯前有稍微修改[22]。而在音樂錄影帶中椎名林檎穿著和服嬌滴滴地拿著扇子揮舞，另外一方面卻輕輕巧巧地隨著旋律撥弄古箏。椎名林檎表示這首歌是，因此此首歌的音樂錄影帶有收錄在音樂視頻專輯《性治療~第一輯~》中。
8. 在這裡接吻（日語：ここでキスして。）
椎名林檎第三張單曲，在當時是椎名林檎最暢銷的單曲。而這首歌是椎名林檎17歲時的作品，描寫的對象為樂團中的男友，椎名林檎以自身經驗作詞作曲可以說是真正的情歌[26]。
9. 同一夜（日語：同じ夜）　
椎名林檎表示這就是每一天夜晚的感覺[22]。在音樂性部分，本首歌曲以小提琴為配樂，也是椎名林檎第一次和齋藤毅（日语：斎藤ネコ）合作的歌曲。日後，在2000年9月13日發行的演唱會現場單曲《絕頂集》也有同名歌曲「Jｪﾁ~ｯじoTMｳ」，但名稱是椎名林檎故意誤植的。
10. 警告
這首歌曲是椎名林檎18歲時寫給前男友的歌曲。椎名林檎在發行幾張單曲後，累積一定的知名度，然而她的男友卻每每打來抱怨她「妳是不好的」，但事後卻說那是氣憤時所講的話，請求她原諒，椎名林檎對這樣的舉動感到生氣，因此這首歌可謂那時心情寫照[22]。
11. 嗎啡
歌詞內容主要是描述「椎名林檎在19歲時做事都倒行逆施，但接著就越來越好」[22]。

## 演出人員及後製
| 過人壓力（絶倫ヘクトパスカル，Matchless Hectopascal） 大聲唱名（絶叫ソルフェージュ，Ejaculation solfege） 桃色扳手（桃色スパナ，Pink spanner） 客員 |

## 翻唱歌曲
- 「丸內虐待狂」- UNCHAIN（日语：UNCHAIN） - 收錄於專輯『Love & Groove Delivery』（2013年）

## 黑膠唱片
《無罪償還 紀念黑膠唱片》是日本音樂家椎名林檎出道10周年紀念作品第三彈，與套裝合輯《MoRA》和《勝訴的新宿舞孃》黑膠唱片版本一同於2008年11月25日發行。台灣則等到11月28日才發行進口版本，且並沒有台壓版的打算。此張黑膠唱片僅賣出1,087張，為「完全限定生產版」。

### 收錄曲目
歌曲方面，主要是收錄專輯《無罪償還》的曲目。
| Side A | Side A           | Side A   | Side A   | Side A |
| 曲序   | 曲目             | 词曲     | 演奏     | 时长   |
| ------ | ---------------- | -------- | -------- | ------ |
| 1.     | 正確的大街       | 椎名林檎 | 過人壓力 | 3:53   |
| 2.     | 歌舞伎町的女王   | 椎名林檎 | 過人壓力 | 2:51   |
| 3.     | 丸之內虐待狂     | 椎名林檎 | 大聲唱名 | 3:56   |
| 4.     | 幸福論（悅樂編） | 椎名林檎 | 過人壓力 | 2:58   |
| 5.     | 雖然夕陽照耀歸途 | 椎名林檎 | 桃色扳手 | 4:07   |
| 6.     | 席德與白日夢     | 椎名林檎 | 過人壓力 | 4:03   |

| Side B   | Side B     | Side B   | Side B   | Side B |
| 曲序     | 曲目       | 词曲     | 演奏     | 时长   |
| -------- | ---------- | -------- | -------- | ------ |
| 7.       | 積木遊戲   | 椎名林檎 | 桃色扳手 | 3:24   |
| 8.       | 在這裡接吻 | 椎名林檎 | 過人壓力 | 4:20   |
| 9.       | 同一夜     | 椎名林檎 | 桃色扳手 | 3:38   |
| 10.      | 警告       | 椎名林檎 | 過人壓力 | 4:05   |
| 11.      | 嗎啡       | 椎名林檎 | 桃色扳手 | 3:42   |
| 总时长： | 总时长：   | 总时长： | 总时长： | 41:01  |

全作詞・作曲：椎名林檎　編曲：龜田誠治

## 銷售排行

### Oricon 銷售榜(日本)
《無罪償還》於02月24日發行專輯。發行首週，在日本公信榜Oricon的專輯榜1999年3月第2週付的榜單中以237,910張銷售量居單週第二名。同週第一名是銷售量突破24萬大關的女歌手hitomi的首張精選專輯「h」。第二週則以銷售量113,700張位居2位，當週冠軍依然是hitomi的首張精選專輯「h」。之後更盤據前十名長達4週，且之後因為《本能》、《石膏》及《罪與罰》單曲的熱賣，讓首張專輯在連續上榜42週後，正式突破百萬大關，而在上榜第50週時，再度以28,550張銷售量居單週第八名。總計在日本公信榜Oricon的專輯榜上榜79週，累積銷售達143.3萬張，為目前椎名林檎最長賣的專輯。同時1999年年銷售榜中，《無罪償還》以91.9萬張銷售量居全年第25名。而全年度歌手總銷售金額排行榜中，則以38.9億日圓居全年第20位。在2000年年銷售榜中，則以51.3萬張銷售量居全年第42名。而當年度歌手總銷售金額排行榜中，則以122.0億日圓居全年第3位。
| 名稱                   | Oricon銷售榜     | 初登場 | 初登場  | 最高  | 最高    | 總銷售量  | 累積上榜次數 |
| 名稱                   | Oricon銷售榜     | 排 行  | 銷售量  | 排 行 | 銷售量  | 總銷售量  | 累積上榜次數 |
| ---------------------- | ---------------- | ------ | ------- | ----- | ------- | --------- | ------------ |
| 1999年2月24日 無罪償還 | 週銷售排行榜     | #2     | 227,120 | #2    | 227,120 | 1,433,052 | 79週         |
| 1999年2月24日 無罪償還 | 月銷售排行榜     | #2     | 520,880 | #2    | 520,880 | 1,433,052 | 79週         |
| 1999年2月24日 無罪償還 | 1999年銷售排行榜 | #25    | 918,950 | #25   | 918,950 | 1,433,052 | 79週         |
| 1999年2月24日 無罪償還 | 2000年銷售排行榜 | #42    | 513,190 | #42   | 513,190 | 1,433,052 | 79週         |

| 名稱                                | Oricon銷售榜 | 初登場 | 初登場 | 最高  | 最高   | 總銷售量 | 累積上榜次數 |
| 名稱                                | Oricon銷售榜 | 排 行  | 銷售量 | 排 行 | 銷售量 | 總銷售量 | 累積上榜次數 |
| ----------------------------------- | ------------ | ------ | ------ | ----- | ------ | -------- | ------------ |
| 2008年11月25日 無罪償還（黑膠唱片） | 週銷售排行榜 | #178   | 1,087  | #178  | 1,087  | 1,087    | 1週          |
| 2008年11月25日 無罪償還（黑膠唱片） | 年銷售排行榜 | -      | -      | -     | -      | 1,087    | 1週          |

### 銷售認證
| 認證單位              | 銷量                   |
| --------------------- | ---------------------- |
| (日本) RIAJ：專輯銷售 | 百萬唱片 (1,000,000)   |
| (日本) RIAJ：專輯銷售 | 三白金唱片 (1,200,000) |

## 發行歷史
| 國家 | 發行日期       | 發行形式         | 唱片公司                      | 商品編號   |
| ---- | -------------- | ---------------- | ----------------------------- | ---------- |
| 日本 | 1999年2月24日  | CD               | 東芝EMI／East World           | TOCT-24065 |
| 台灣 | 1999年4月16日  | CD(進口初回盤)   | 東芝EMI／East World           | TOCT-24065 |
| 台灣 | 1999年4月16日  | CD(台壓盤)       | 科藝百代                      | 52071425   |
| 日本 | 2008年11月25日 | 黑膠唱片         | EMI Music Japan／Virgin Music | TOJT-24065 |
| 台灣 | 2008年11月28日 | 黑膠唱片(進口盤) | EMI Music Japan／Virgin Music | TOJT-24065 |

## 宣傳行程
| 類型   | 日期    | 名稱     |
| ------ | ------- | -------- |
| 演唱會 | 1999/04 | 先攻高潮 |

## 脚注